# Gautier (cratère)
Pour les articles homonymes, voir Gautier.
Gautier est le nom d'un cratère d'impact présent sur la surface de Vénus. 
Le cratère a ainsi été nommé par l'Union astronomique internationale en 1994 en hommage à l'écrivaine française Judith Gautier.  
Son diamètre est de 59,3 km. Il se situe dans la région du quadrangle de Bell Regio (quadrangle V-9). 